# Sani Chortani
Sani Chortani, née le 22 juillet 1987, est une lutteuse tunisienne.

## Carrière
Sani Chortani est médaillée d'or dans la catégorie des moins de 72 kg aux championnats d'Afrique 2005 au Caire, 16e dans la catégorie des moins de 67 kg aux championnats du monde 2005 à Budapest, médaillée d'argent dans la catégorie des moins de 67 kg aux championnats d'Afrique 2006 à Pretoria et médaillée de bronze dans la catégorie des moins de 67 kg aux championnats d'Afrique 2008 à Tunis.